# Емоционална саморегулација
Емоционална саморегулација је способност да се одговори на текуће захтеве искуства са распоном емоција на начин који је друштвено подношљив и довољно флексибилан да дозволи спонтане реакције, као и способност да се одгоде по потреби. Може се дефинисати као спољашњи и унутрашњи процеси одговорни за праћење, процену и модификовање емоционалних реакција. Емоционална саморегулација припада ширем скупу процеса регулације емоција, који укључује и регулацију сопствених осећања и регулацију осећања других људи. Емоционална саморегулација је сложен процес који укључује покретање, инхибирање или модулирање нечијег стања или понашања у датој ситуацији: субјективно искуство (осећања), когнитивни одговори (мисли), физиолошки одговори повезани са емоцијама (на пример број откуцаја срца или хормонска активност) и понашање повезано са емоцијама (телесне радње или изрази). Веома је значајна функција у људском животу, може се односити на процесе као што су тенденција усредсређивања пажње на задатак и способност сузбијања неприкладног понашања према инструкцијама.
Свакодневно су људи стално изложени великом броју потенцијално узбуђујућих надражаја. Непримерене, екстремне или неконтролисане емоционалне реакције на такве подражаје могу ометати функционално уклапање у друштво. Емоционална дисрегулација је дефинисана као потешкоћа у контроли утицаја емоционалног узбуђења на организацију и квалитет мисли, акција и интеракција. Појединци који су емоционално нерегулисани показују обрасце одговора у којима постоји несклад између њихових циљева, одговора и/или начина изражавања и захтева друштвеног окружења. Постоји значајна повезаност између емоционалне дисрегулације и симптома депресије, анксиозности, патологије исхране и злоупотребе психоактивних супстанци. Виши нивои емоционалне саморегулације су повезани и са високим нивоом друштвене компетенције и са изражавањем друштвено одговарајућих емоција.
- Саосећање
- Регулација утицаја
- Емпатија
- Објективност
- Социјална неуронаука
- Управљање стресом